# Claudio Olinto de Carvalho
Claudio Olinto de Carvalho, beceneve: Nené (Santos, 1942. február 1. – Capoterra, Olaszország, 2016. szeptember 3.) brazil labdarúgó, középpályás, edző.
1963-ban tagja volt a pánamerikai játékokon győztes brazil válogatottnak, de a tornán nem lépett pályára.

## Sikerei, díjai
Brazília
- Pánamerikai játékok
  - győztes: 1963

 Santos FC
- Paulista bajnokság
  - bajnok: 1962
- Brazil bajnokság (Taça Brasil)
  - 1962, 1963
- Copa Libertadores
  - győztes: 1962, 1963
- Interkontinentális kupa
  - győztes: 1962, 1963

 Cagliari
- Olasz bajnokság (Serie A)
  - bajnok: 1969–70